# Simona Fatulová
Simona Fatulová (* 10. Februar 1995 in Bratislava) ist eine slowakische Fußballspielerin.

## Karriere

### Verein
Fatulová startete ihre Karriere in der Jugend des ŠK Slovan Bratislava. Dort rückte sie im Frühjahr 2010 in die Seniorenmannschaft auf und wurde auf Anhieb Meister. Nach der ersten Meisterschaft, spielte sie im August 2011 ihr Debüt auf Internationaler Ebene, in der UEFA Women’s Champions League gegen den albanischen Meister KS Ada.

### Nationalmannschaft
Fatulová ist aktuelle A-Nationalspielerin für die Slowakische Fußballnationalmannschaft der Frauen.